# Chanava
Chanava (maďarsky Hanva) je obec na Slovensku, v okrese Rimavská Sobota v Banskobystrickém kraji. Žije zde 709 obyvatel. V letech 1938 až 1944 byla obec připojena k Maďarsku. V roce 2001 se 88% obyvatel hlásilo k maďarské národnosti.

## Osobnosti
- Mihály Tompa (1819–1868),  básník
- Zoltán Hanvay (1840–1922, kynolog, spisovatel

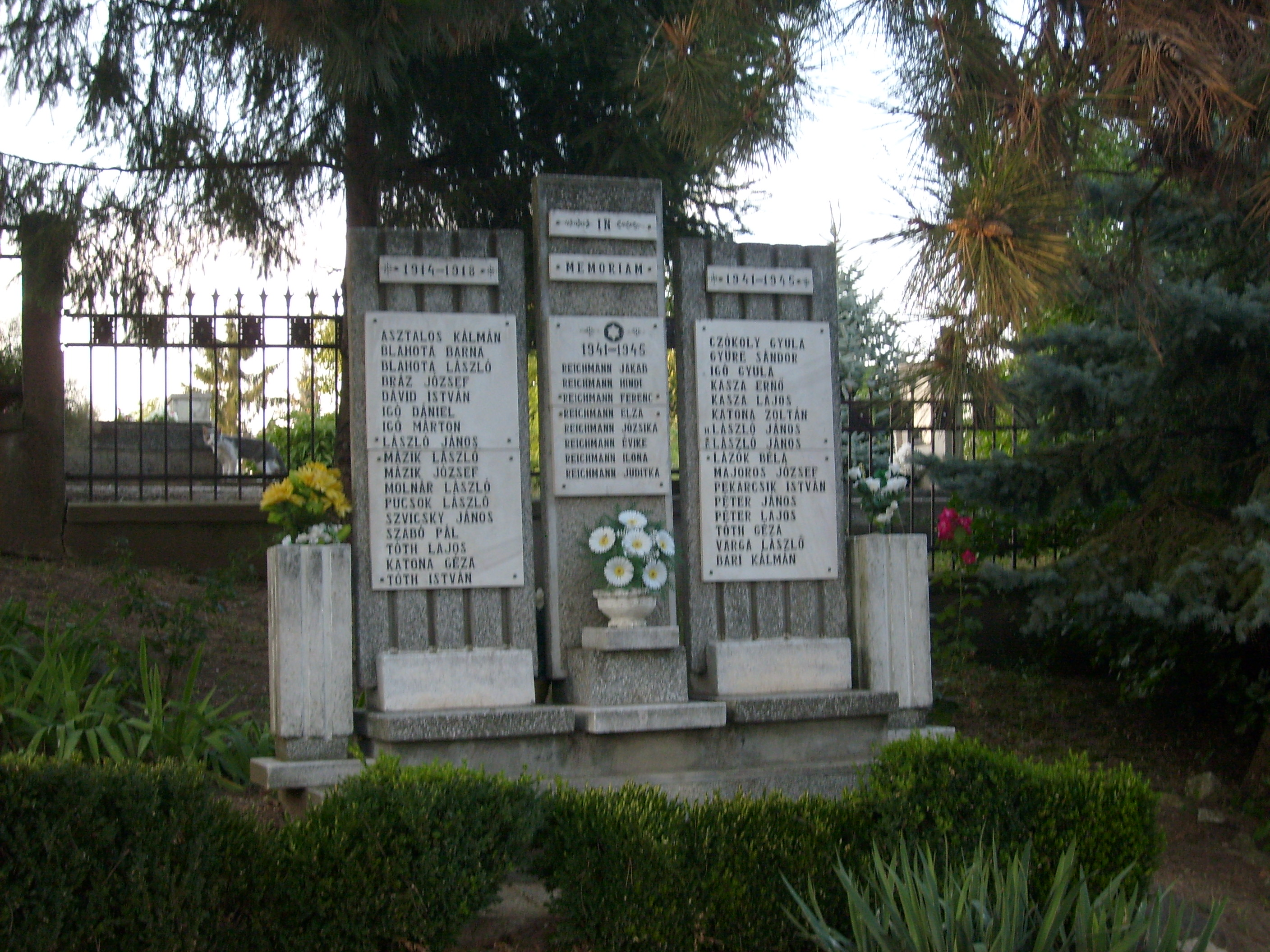
Pomník padlých v 1. a 2. světové válce